# Invincibilii (serial)
Invincibilii (engleză Level Up) este un sitcom creat de Derek Guiley și David Schneiderman pentru Cartoon Network. Un film eponim, care a servit ca pilot al serialului, a avut premiera pe 23 noiembrie 2011. Serialul a fost difuzat între 24 ianuarie 2012 și 19 februarie 2013 în decursul a două sezoane și 35 de episoade. Invincibilii este al doilea serial Cartoon Network bazat pe un film după Din mintea lui Jimmy.
În România, filmul a debutat pe 7 aprilie, 2012 iar serialul a debutat pe 1 iunie, 2012.

## Despre serial
Tinerii eroi din Invincibilii, Wyatt, Lyle, Dante și Angie încearcă să-l împiedice pe maleficul Maldark să fugă din jocul Cuceritorul Lumilor. Pe internet, Wyatt, Lyle și Dante sunt cunoscuți mai bine sub numele de Forța Supremă, Vrăji și Dl. Biclă, membrii Clanului Invincibil. Însă când monștrii din joc încep să treacă în lumea reală, ei vor trebui să le țină piept de-adevăratelea.

## Personaje
- Wyatt Black - Un puști de 15 ani, cu entuziasm și idealuri și un pic cam neîndemânatic. E un tocilar super-tehnic cu 10 pe linie. Singurele lui momente de relaxare sunt când joacă jocuri fantasy pe internet. O fi el cam tocilar în lumea reală, dar în lumea virtuală e o forță cu care nu te pui. Are un frate haios și atoateștiutor care, la 10 ani, e deja mai tare decât Wyatt.
- Dante Ontero - Un tânăr de 15 ani rebel și sarcastic, cam impulsiv din fire. Neînfricat și sigur pe sine, intră întruna în încurcături din cauza festelor pe care le joacă. Dante e omul ideal dacă vrei să-i faci o farsă cuiva. Nu e un puști rău, ci doar încearcă să-și găsească locul. Dante locuiește cu biata lui mamă singură, care se străduiește să-l țină pe calea cea dreaptă.
- Lyle Hugginson - Un atlet frumos de 16 ani, fundaș în echipa de fotbal și respectat de toată lumea. E mare cuceritor și dă tonul în grupul de tipi tari de la școală. E fiul perfect cu familia perfectă, supus unor presiuni colosale de către tatăl său, candidat la funcția de primar. Lyle își ascunde de toată lumea pasiunea pentru jocurile online.
- Angie Prietto - O fată de 15 ani simpatică, isteață și curioasă foc. E curajoasă și tenace, dar băgăcioasă și face fixații. Ține morțiș să fie inclusă în grup și nu-i place să i se întoarcă spatele.
- Maldark - E personajul negativ absolut din Maldark: Cuceritorul Lumilor. E un vrăjitor fără scrupule și narcisist, a cărui unică misiune este să descopere noi lumi, să pună stăpânire pe ele și să le distrugă. Maldark a fost creat după chipul și asemănarea creatorului său, Max Ross.

## Episoade
NOTĂ: Dintr-o anumată cauză sezonul 2 nu s-a difuzat în România, din motive necunoscute.
| Premiera în România | N/o | Titlu englez                            |
| ------------------- | --- | --------------------------------------- |
|                     |     |                                         |
| FILM                |     |                                         |
|                     |     |                                         |
| 07.04.2012          | F1  | Level Up                                |
|                     |     |                                         |
| SEZONUL 1           |     |                                         |
|                     |     |                                         |
| 01.06.2012          | 01  | Leveling Up                             |
|                     |     |                                         |
| 04.06.2012          | 02  | Max Squared                             |
|                     |     |                                         |
| 06.06.2012          | 03  | Headquarters                            |
|                     |     |                                         |
| 05.06.2012          | 04  | Wanted                                  |
|                     |     |                                         |
| 07.06.2012          | 05  | Charm Bracelet                          |
|                     |     |                                         |
| 08.06.2012          | 06  | Barbarian                               |
|                     |     |                                         |
| 11.06.2012          | 07  | Sole Provider                           |
|                     |     |                                         |
| 12.06.2012          | 08  | Leroy                                   |
|                     |     |                                         |
| 13.06.2012          | 09  | Wyatt Presents: Avatar In 3D            |
|                     |     |                                         |
| 14.06.2012          | 10  | A Heart-worming Tale                    |
|                     |     |                                         |
| 15.06.2012          | 11  | You Don’t Know Jack                     |
|                     |     |                                         |
| 18.06.2012          | 12  | Bicyclops                               |
|                     |     |                                         |
| 19.06.2012          | 13  | Blasta-ton 2.0                          |
|                     |     |                                         |
| 17.11.2013          | 14  | Conspiracy Club                         |
|                     |     |                                         |
| 23.11.2013          | 15  | Acid Spittin’ Mini Dragon               |
|                     |     |                                         |
| 24.11.2013          | 16  | Hampire Weeknight                       |
|                     |     |                                         |
| SEZONUL 2           |     |                                         |
|                     |     |                                         |
|                     | 17  | The Swirling Giver                      |
|                     |     |                                         |
|                     | 18  | The Dark Marts                          |
|                     |     |                                         |
|                     | 19  | Invizio’s Revenge                       |
|                     |     |                                         |
|                     | 20  | Heckfire Tiger                          |
|                     |     |                                         |
|                     | 21  | Wyatt Crosses Over                      |
|                     |     |                                         |
|                     | 22  | So You Think You Can Go to the Dance?   |
|                     |     |                                         |
|                     | 23  | Little HQ of Horrors                    |
|                     |     |                                         |
|                     | 24  | Lice Guys Bathe Last                    |
|                     |     |                                         |
|                     | 25  | Should She Stay or Should She Go        |
|                     |     |                                         |
|                     | 26  | Intelligence Potion #9                  |
|                     |     |                                         |
|                     | 27  | A Wizza's Best Friend                   |
|                     |     |                                         |
|                     | 28  | A Leak Among Us                         |
|                     |     |                                         |
|                     | 29  | Thomas Jeffer, Son of Fankenstein       |
|                     |     |                                         |
|                     | 30  | Max vs. Hideo                           |
|                     |     |                                         |
|                     | 31  | Alls Lies That Ends Lies                |
|                     |     |                                         |
|                     | 32  | A Little Help Please                    |
|                     |     |                                         |
|                     | 33  | Dante and Angie's Mascor Skating Video  |
|                     |     |                                         |
|                     | 34  | The 4 Harolds! What? Oh. The 4 Heralds! |
|                     |     |                                         |
|                     | 35  | War Hammer Time                         |
|                     |     |                                         |

## Legături externe
- Pagina oficială Adult Swim Arhivat în 2 ianuarie 2012, la Wayback Machine.
- Pagina oficială TNT în lb. română Arhivat în 6 noiembrie 2012, la Wayback Machine.
- Invincibilii la Internet Movie Database